# 上脇博之
上脇 博之（かみわき ひろし、1958年7月25日 - ）は、日本の法学者（憲法学・政党国家論・国民代表論・政治資金問題）。神戸学院大学法学部教授。政治活動家。

## 経歴

### 生い立ち
鹿児島県姶良郡隼人町（現・霧島市隼人町）の会社員の家庭に生まれた。3人兄弟の次男で、父は九州電力に勤めていた。幼い頃は、父の転勤で姶良郡内を幾度か転居した。
1977年に鹿児島県立加治木高等学校、1984年関西大学法学部卒業。1988年神戸大学大学院法学研究科で博士前期課程修了、1991年博士後期課程単位取得退学、日本学術振興会の特別研究員 (PD) 。

### 職歴
1994年北九州大学法学部専任講師、1995年助教授、2001年に北九州大学は北九州市立大学へ改組、2002年北九州市立大学法学部教授、2004年神戸学院大学大学院実務法学研究科教授、2015年神戸学院大学法学部教授。

## 研究
- 専門は憲法学、政党国家論、国民代表論、政治資金問題である。
- 神戸大学名誉教授の浦部法穂の門下にあたる。
- 学位論文「政党国家論と憲法学――『政党の憲法上の地位』論と政党助成」で、博士（法学）（神戸大学・2000年）の学位を取得。

## 社会的活動
- 2002年3月20日に市民団体のネットワーク「政治資金オンブズマン」を弁護士の阪口徳雄と設立し、阪口とともに代表に就き、事務局を大阪市中央区に置いた[2][3]。
- 大阪府議会議員や大阪府知事を務めた松井一郎が、政治家秘書給与を自身が経営する企業に肩代わりさせたことを政治資金収支報告書に記載していない点を指摘し、2012年10月に政治資金規正法違反容疑で大阪地方検察庁に告発した[4][5]。松井は「自分の会社の仕事をサポートしてくれた対価として払ったお金で、問題があるとは思っていない」[4]などと反論したが、上脇は「知事はこの問題で責任を取っていない。全国政党の幹事長としてあってはならないことだ」[5]と主張している。政治資金規正法では、政治家秘書の給与を企業が負担した場合はその企業からの寄附として扱われるため、政治資金収支報告書に記載しなければならない[6]。この点について松井は「社長秘書として仕事してもらった部分には対価を払っている。議員秘書の部分はサービスでやってもらったという認識だ」[7]など主張している。
- 2018年1月19日に最高裁が官房機密費の使途の一部開示を命じる判断を下した裁判[8][9][10] の原告の一人[11]。
- 2019年11月27日、河井案里参議院議員の事務所による選挙違反疑惑に関し「夫婦が共謀して違法行為をした疑いがある」として、広島地方検察庁に告発状を送付し記者会見した[12]。
- 2020年6月1日、東京高等検察庁検事長黒川弘務の定年延長問題に影響を及ぼした閣議決定の際に、法務省、人事院、内閣法制局が提出した資料として開示された各文書は閣議決定後に作成された可能性が高く、閣議決定後の文書は不存在であるとした不開示決定の理由も偽りの可能性が高いとして、決定の取消しを求める訴えを大阪地方裁判所に提起した[13]。2023年12月1日に、法務省元事務次官への証人尋問が行われた。2024年6月27日、大阪地方裁判所は「黒川の定年延長を行うため、解釈を変更した」として、不開示決定の一部を取り消した[14]。国が控訴を断念してこの判決が確定した。国は該当の文書自体は上脇の別の請求に対して開示済みのため、判決が確定しても問題ないと判断した[15]。
- 2020年9月28日、政府が新型コロナウイルスの感染対策として全世帯に配布した俗称アベノマスクについて、納入業者に発注した枚数と単価を開示しないことは不当として、日本国政府に情報公開を求めて大阪地方裁判所に提訴した。上脇は記者会見で「政策の妥当性を議論するために国は情報を開示する必要がある」と主張した[16]。2023年2月28日に大阪地方裁判所は、国に対して不開示を取り消して開示することを命じた[17]。その後、国は控訴を断念し、判決が確定した[18]。
- 2022年8月2日に、第49回衆議院議員総選挙で細田博之の陣営が、島根県内の地方議員らに労務費名目で1日当たり数千円程度の現金を支払っていた問題で、細田と陣営幹部に対する公選法の買収違反容疑で松江地方検察庁に告発状を提出した[19][20]。2023年8月15日に松江地方検察庁は、告発を受けた細田と出納責任者を嫌疑不十分で不起訴処分とした[21]。
- 2023年3月、岡山県の伊原木隆太知事の後援会が、知事の親族から政治資金規正法の上限を超える寄付を受け取っていた問題で、後援会関係者らを政治資金規正法違反の疑いで岡山地方検察庁に告発。同年9月28日、岡山区検察庁は後援会の会計責任者ら2人を政治資金規正法違反の罪で略式起訴[22]。
- 2023年10月、自由民主党5派閥が政治資金パーティーの収入を2018年から2021年までの政治資金収支報告書に計4168万円分を過少記載したとして、各派閥の当時の会計責任者らを政治資金規正法の不記載・虚偽記入違反容疑で東京地方検察庁に告発した[23][24][25]。

- 2024年5月29日、政治団体「つばさの党」が代表の黒川敦彦らに、違法な献金をしたとして同団体と黒川敦彦、根本良輔、杉田勇人に対し政治資金規正法違反容疑で東京地検へ告発する[26]。
- 2025年7月に第27回参議院議員通常選挙で「第50回衆議院議員総選挙で自民・公明を過半数割れに追い込んだのはしんぶん赤旗である」と述べ、日本共産党の政治広告にて日本共産党への投票を募った[27]。

## 人物
- 学生時代からバンダナを愛用し、多くの場合で頭部に纏い法廷や記者会見に現れる。外すことはないと思われるが事実ではない[28]。バンダナをトレードマークとすることで敢えて世間に対し自分とバンダナを強く印象付け、外した場合自身を認識されにくくすることでテロから身を守る策と語る。外出時に帽子を被ることもある[29]。

- 好きな歌手は小椋佳である[30]。
- 特攻隊員で生還した叔父の存在から、おもに政治資金に執着する、と語る[31]。

## 略歴
- 1977年 - 鹿児島県立加治木高等学校卒業。
- 1984年 - 関西大学法学部卒業。
- 1988年 - 神戸大学大学院法学研究科博士前期課程修了。
- 1991年 - 神戸大学大学院法学研究科博士後期課程単位取得退学。
- 1991年 - 日本学術振興会特別研究員。
- 1994年 - 北九州大学法学部講師。
- 1995年 - 北九州大学法学部助教授。
- 2001年 - 北九州市立大学法学部助教授。
- 2002年 - 北九州市立大学法学部教授。
- 2004年 - 神戸学院大学大学院実務法学研究科教授。
- 2015年 - 神戸学院大学法学部教授。

## 著作

### 単著
- 『政党国家論と憲法学―「政党の憲法上の地位」論と政党助成』（信山社、1999年）
- 『政党助成法の憲法問題』（日本評論社、1999年）
- 『政党国家論と国民代表論の憲法問題』（日本評論社、2005年）
- 『ゼロからわかる政治とカネ』（日本機関紙出版センター、2010年）
- 『議員定数を削減していいの？　ゼロからわかる選挙のしくみ』（日本機関紙出版センター、2011年）
- 『なぜ4割の得票で8割の議席なのか～いまこそ、小選挙区制の見直しを』（日本機関紙出版センター、2013年）
- 『自民改憲案 VS 日本国憲法　緊迫！　9条と96条の危機』（日本機関紙出版センター、2013年）
- 『安倍改憲と「政治改革」～【解釈・立法・96条先行】改憲のカラクリ』（日本機関紙出版センター、2013年）
- 『どう思う？ 地方議員削減～憲法と民意が生きる地方自治のために』（日本機関紙出版センター、2014年）
- 『誰も言わない政党助成金の闇 「政治とカネ」の本質に迫る』（日本機関紙出版センター、2014年）
- 『財界主権国家・ニッポン　買収政治の構図に迫る』（日本機関紙出版センター、2014年）
- 『告発!政治とカネ　政党助成金20年、腐敗の深層』（かもがわ出版、2015年）
- 『追及! 安倍自民党・内閣と小池都知事の「政治とカネ」疑惑』（日本機関紙出版センター、2016年）
- 『日本国憲法の真価と改憲論の正体　施行70年、希望の活憲民主主義をめざして』（日本機関紙出版センター、2017年）
- 『ここまできた小選挙区制の弊害―アベ「独裁」政権誕生の元凶を廃止しよう！』（あけび書房、2018年）
- 『内閣官房長官の裏金　～　機密費の扉をこじ開けた4183日の闘い』（日本機関紙出版センター、2018年）
- 『安倍「4項目」改憲の建前と本音』（日本機関紙出版センター、2018年）
- 『なぜ「政治とカネ」を告発し続けるのか』（日本機関紙出版センター、2023年）
- 『検証 政治とカネ』（岩波書店、2024年）
- 『自民党〝裏金〟事件　刑事告発は続く』（日本機関紙出版センター、2024年）

### 共著
- 播磨信義・ 上脇博之・ 木下智史・ 脇田吉隆・ 渡辺洋編著『新・どうなっている!?日本国憲法』（第2版、法律文化社、2009年）
- 坂本修・小澤隆一・上脇博之『国会議員定数削減と私たちの選択』（新日本出版社、2011年）
- 稲次寛＝上脇博之『高校生と教師の憲法授業　主権者になるために』（日本機関紙出版センター、2015年）ほか
- 上脇博之、阪口徳雄、前川喜平、小野寺義象、石戸谷豊、岡田正則、松宮孝明『ストップ!!国政の私物化: 森友・加計、桜、学術会議の疑惑を究明する』（あけび書房、 2021年4月） ISBN 9784871541886。

## 市民運動
- 市民オンブズマン北九州幹事（1996年 - 2004年）
- 議会の情報公開と政治倫理の確立度ランキング制定委員会委員長（1999年 - 2004年）
- 政治倫理九州ネットワーク（1999年 - ？）
- 政治改革オンブズパーソン事務局長（2000年 - 2007年）
- 「有事法制を阻止し、憲法を守る」北九州の会代表委員（？ - 2004年）
- 政治資金オンブズマン共同代表（2002年 - ）
- 株主オンブズマン共同代表（2005年 - ）
- 兵庫県憲法会議幹事・事務局長（？ - 1994年、2004年 - ）
- 九条の会がくえん代表呼びかけ人（2004年 - ）
- NHK市民の会会員
- 政治資金センター理事[32]
- 落選運動を支援する会共同代表[33]

## 社会活動
- 築城町政治倫理審査会会長（2001年 - 2004年）
- 青年法律家協会議長（2004年 - 2006年）

## 受賞歴
- 日隅一雄・情報流通促進賞2024大賞 - 自民党「裏金」調査活動に対して ※しんぶん赤旗日曜版とともに受賞[34]
- 2024ユーキャン新語・流行語大賞 ベストテン - 「裏金問題」[35]